# Maine Road
Die Maine Road war ein Fußballstadion im Distrikt Moss Side, südlich des Zentrums der englischen Stadt Manchester, Vereinigtes Königreich. Es war von 1923 bis 2003 Heimspielstätte des Fußballclubs Manchester City.

## Geschichte

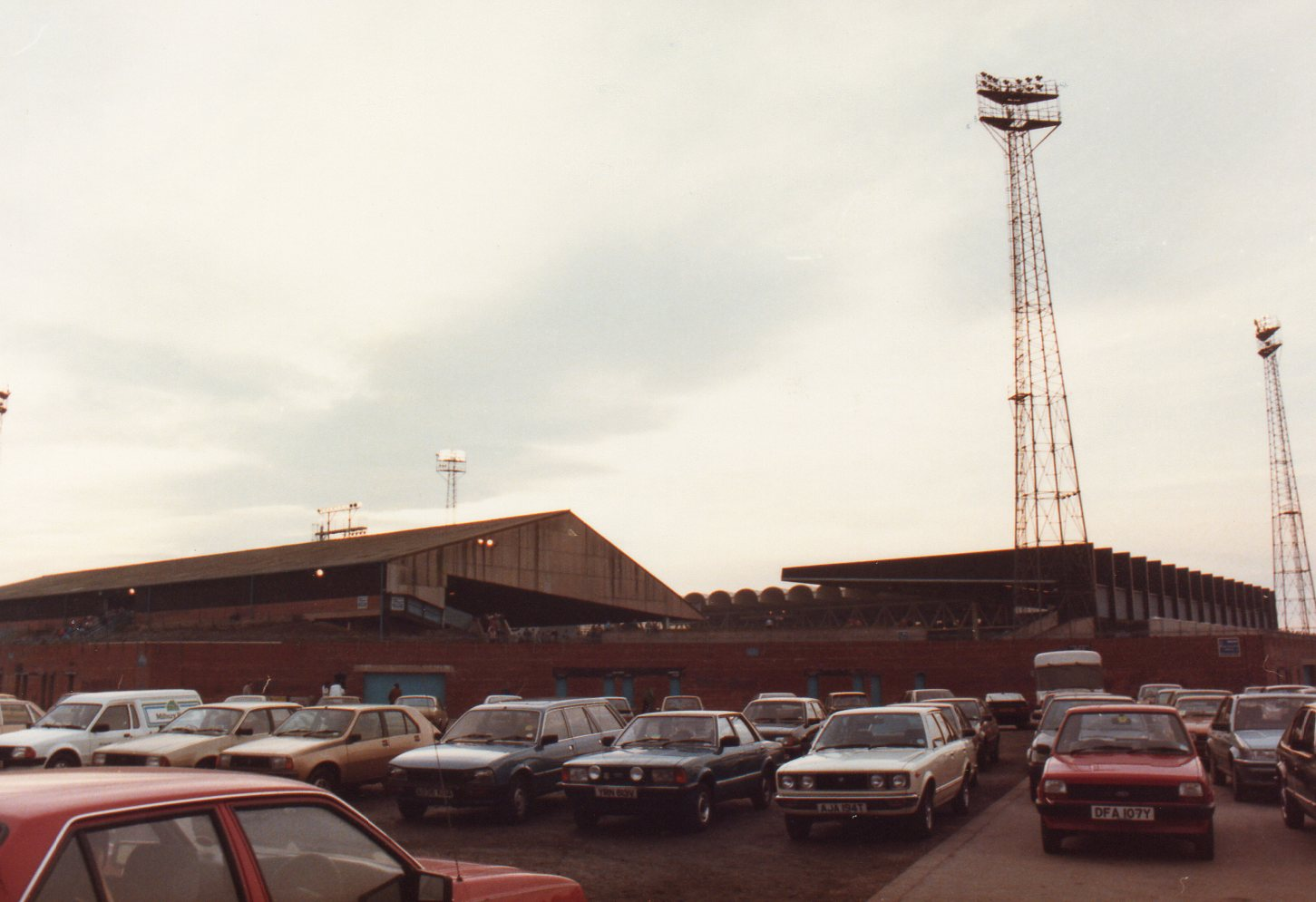
Maine Road im Jahr 1985

Bei seiner Eröffnung war es nach dem Londoner Wembley-Stadion das zweitgrößte Fußballstadion in England.  Daher wurde es auch „The Wembley of the North“ (deutsch Das Wembley des Nordens) genannt.
Die ersten Pläne wurden im Mai 1922 erstellt. Danach folgte eine Entscheidung von Manchester City, sich vom ehemaligen Hyde Park zu trennen. Dieser bot nicht ausreichend Platz für Erweiterungen und wurde außerdem schon 1922 durch einen Brand beschädigt. Die Fans gingen überwiegend davon aus, dass die neue Spielstätte im Osten der Stadt gebaut werden würde, weil die meisten Menschen in Manchester den östlichen Teil der Stadt als die Heimat von Manchester City ansahen. Enttäuschend war für viele Fans dann die Entscheidung, dass die Maine Road im Süden gebaut werden sollte.
Das Gelände für den Stadionbau und der Umgebung wurde für 5.500 £ gekauft. Der Bau begann 1922. Charles Swain entwarf den Plan für die Anlage und ließ ein Stadion bauen, das das Design des Glasgower Hampden Parks und 80.000 Zuschauerplätze haben sollte. Das Wembley-Stadion wurde ein paar Monate vor der Maine Road fertiggestellt.
Am 23. August 1923 wurde die Maine Road eröffnet. Die erste Partie vor 56.993 Zuschauern fand zum Saisonstart der Football League First Division 1923/24 zwischen Manchester City und Sheffield United (2:1) statt. Die ersten Umbauten fanden 1931 statt, als an einer Stelle ein Dach gebaut wurde. Nach dem Zweiten Weltkrieg nutzte auch Manchester United eine Zeit lang die Maine Road, da das Old Trafford durch deutsche Luftangriffe beschädigt worden war. In den 1950er Jahren wurden Flutlichter montiert.
Der Zuschauerrekord von 84.569 Besuchern in der Maine Road kam am 3. März 1934 zur Begegnung Manchester City gegen Stoke City (1:0) der sechsten Runde im FA Cup 1933/34. Es ist bis heute die höchste Besucherzahl in England für ein Spiel außerhalb Londons. Der Besucherrekord bei einer Partie im englischen Ligabetrieb wurde am 17. Januar 1948 mit 83.260 beim Spiel zwischen Manchester United und dem FC Arsenal (1:1) aufgestellt. Das Stadion fasste maximal 85.000 Zuschauer auf Sitz- und Stehplätzen. In den letzten Jahren bot das Stadion noch 35.150 Sitzplätze.

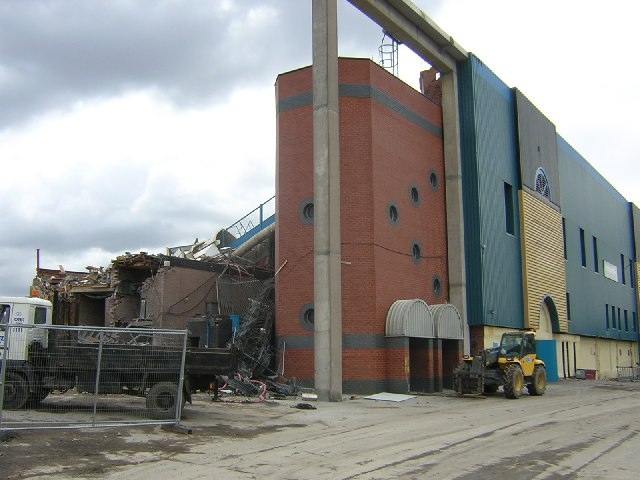
Bild vom Abriss der Maine Road (April 2004)

Die Saison 2002/03 war die letzte Spielzeit der Citizens im Stadion. Das letzte Fußballspiel fand am 11. Mai 2003 statt, bei dem Manchester City dem FC Southampton mit 0:1 unterlag. Das letzte Tor erzielte der schwedische Abwehrspieler Michael Svensson. Seitdem spielt der Verein im City of Manchester Stadium (heute: Etihad Stadium), das im Osten von Manchester liegt. Der Abriss der Maine Road begann Ende 2003. Am Standort wurde eine Großwohnsiedlung gebaut.

## Weitere Veranstaltungen
In der Maine Road wurden zwei Länderspiele der englischen Fußballnationalmannschaft ausgetragen.
- 13. Nov. 1946:  England –  Wales 3:0 (British Home Championship 1946/47)
- 16. Nov. 1949:  England –  Nordirland 9:2 (Qualifikation zur WM 1950, British Home Championship 1948/49)

Im Maine Road wurden auch einige Rugby-League-Spiele ausgetragen, wobei elf Rugby League Finals in diesem Stadion zwischen 1938 und 1956 stattfanden.
Es fanden zahlreiche Konzerte in der Maine Road statt, bei denen Künstler und Bands wie Rolling Stones, Queen, Alison Moyet, David Bowie, Prince, Status Quo, Jean Michel Jarre, Dire Straits, Manic Street Preachers, The Stranglers, David Cassidy, Terence Trent D’Arby, Bon Jovi, Was (Not Was), Guns N’ Roses oder Dan Reed Network auftraten. Ein besonderer Höhepunkt waren die Konzerte der in Manchester gegründeten Band Oasis, die am 27. und 28. April 1996 vor heimischem Publikum spielten. Ein Mitschnitt der beiden Konzerte wurde für die DVD There And Then genutzt.